# LXX Corpo de Exército (Alemanha)
O LXX Corpo de Exército (em alemão:LXX. Armeekorps) foi um Corpo de Exército alemão que operou durante a Segunda Guerra Mundial.

## Comandantes
| Comandante                                     | Data                                        |
| ---------------------------------------------- | ------------------------------------------- |
| General der Gebirgstruppen Valentin Feuerstein | 25 de janeiro de 1943 - 22 de junho de 1943 |
| General der Artillerie Hermann Tittel          | 22 de junho de 1943 - 8 de maio de 1945     |

## Área de operações
| Sul da Noruega | janeiro de 1943 - maio de 1945 |